# Język iloko
Język iloko (ilokano, ilokański) – język austronezyjski używany na Filipinach, trzeci pod względem liczby użytkowników – po tagalskim i cebuańskim. Według danych z 2005 roku posługuje się nim ponad 6 mln mieszkańców Filipin. Należy do grupy języków filipińskich.
Jeden z najbardziej znaczących języków archipelagu. Służy jako lingua franca dużej części wyspy Luzon. Podobnie jak szereg innych języków filipińskich, został wcześnie opisany za sprawą działalności zachodnich misjonarzy. Jest zapisywany alfabetem łacińskim.

## Dialekty
Dialekty północny i południowy różnią się wymową samogłoski e.

## Liczby, dni, miesiące
| 0 –             | ibbong lub awan lub sero (od zero) lub itlog (slang – „jajko”) |
| ¼ –             | kakappat                                                       |
| ½ –             | kagudua                                                        |
| 1 –             | maysa                                                          |
| 2 –             | dua                                                            |
| 3 –             | tallo                                                          |
| 4 –             | uppat                                                          |
| 5 –             | lima                                                           |
| 6 –             | innem                                                          |
| 7 –             | pito                                                           |
| 8 –             | walo                                                           |
| 9 –             | siam                                                           |
| 10 –            | sangapulo                                                      |
| 11 –            | sangapulo ket maysa                                            |
| 20 –            | duapulo                                                        |
| 50 –            | limapulo                                                       |
| 100 –           | sangagasut                                                     |
| 1000 –          | sangaribu                                                      |
| 1 000 000 –     | sangariwriw                                                    |
| 1 000 000 000 – | sangabilion                                                    |

Nazwy dni i miesięcy pochodzą z hiszpańskiego:
| poniedziałek | – Lunes     |
| wtorek       | – Martes    |
| środa        | – Mierkoles |
| czwartek     | – Huebes    |
| piątek       | – Biernes   |
| sobota       | – Sabado    |
| niedziela    | – Domingo   |

| styczeń  | – Enero   |  | lipiec      | – Hulio      |
| luty     | – Pebrero |  | sierpień    | – Agosto     |
| marzec   | – Marso   |  | wrzesień    | – Settiembre |
| kwiecień | – Abril   |  | październik | – Oktubre    |
| maj      | – Mayo    |  | listopad    | – Nobiembre  |
| czerwiec | – Hunio   |  | grudzień    | – Disiembre  |

| sekunda | – kanito lub segundo |
| minuta  | – minuto lub daras   |
| dzień   | – aldaw              |
| tydzień | – lawas lub domingo  |
| miesiąc | – bulan              |
| rok     | – tawen lub anio     |